# Orchis ×spuria
Espèce
Synonymes
- Orchiaceras spuria (Rchb.f.) E.G.Camus[1]
- Orchiaceras weddellii E.G.Camus[1]
- Orchis jamainii Rouy[1]
- Orchis macra W.D.J.Koch[1]

Orchis ×spuria est une espèce hybride entre l'Orchis militaire et l'Homme pendu, de la famille des Orchidacées.

## Synonyme
- ×Orchiaceras spurium

## Habitats
En compagnie des parents, généralement sur pelouses calcicoles.